# Dysdera snassenica
Dysdera snassenica là một loài nhện trong họ Dysderidae.
Loài này thuộc chi Dysdera. Dysdera snassenica được Eugène Simon miêu tả năm 1910.